# Johann Viktor Bredt

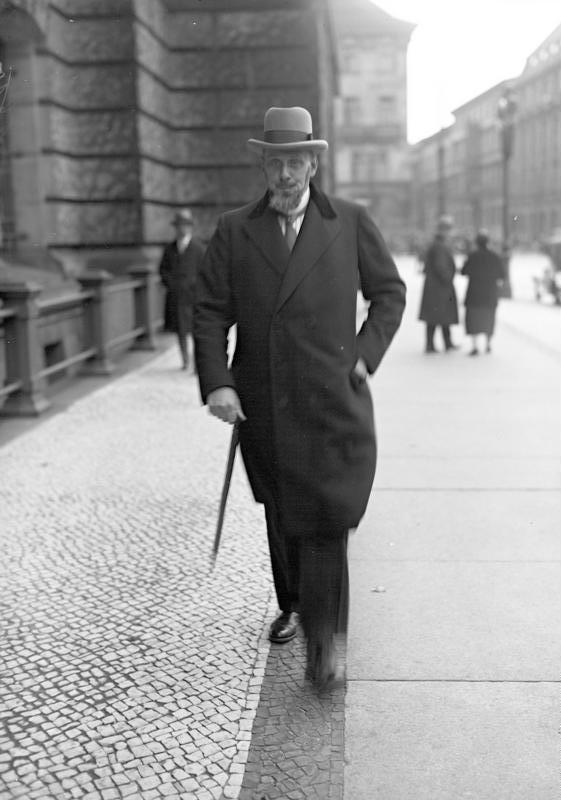
Johann Viktor Bredt (1930)

Johann Viktor Bredt, född 2 mars 1879 och död 12 december 1940, var en tysk politiker.
Bredt blev 1910 professor i stats- och förvaltningsrätt i Marburg, och var 1911-18 frikonservativ medlem av Preussens andra kammare. Från 1921 var han medlem av preussiska lantdagen och från 1924 av tyska riksdagen, där han var ledare för Wirtschaftspartei des deutschen Mittelstandes. Bland Bredts skrifter märks Nationalökonoimie des Bodens (1908), Neues evangelisches Kirchenrecht für Preussen (3 band, 1921-22), och Der Geist de deutschen Reichverfassung (1924).